# Breitenberg (Gemeinde Bad Hofgastein)
Breitenberg ist eine Streusiedlung und eine Ortschaft in der Marktgemeinde Bad Hofgastein im österreichischen Bundesland Salzburg.

## Geografie

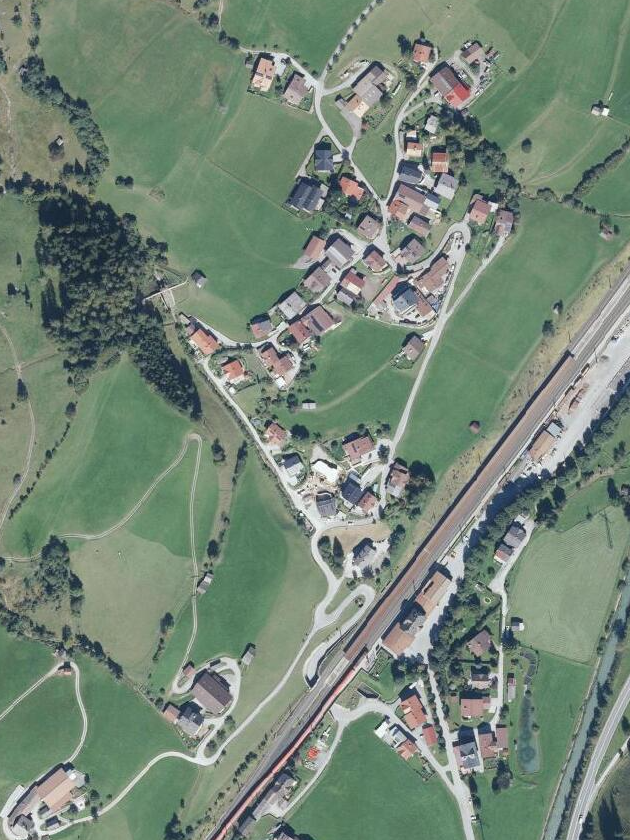
Breitenberg aus der Vogelperspektive

Zu Ortschaft Breitenberg gehören die gleichnamige Streusiedlung Breitenberg, die Rotte Stein, das Gasthaus Grabnerhof sowie die Almen Biberalm, Feichteralm, Gröbner Heimalm und Wasserebenhütte. Die Ortschaft umfasst 90 Adressen (Stand: 1. April 2020) und hat 260 Einwohner (Stand: 1. Jänner 2025). Sie liegt in der Katastralgemeinde Wieden.
Bei der Streusiedlung Breitenberg mündet der Breitenberger Mühlbach in die Gasteiner Ache.

## Geschichte
Unter bayrischer Herrschaft bildete Breitenberg ab 1814 einen der sechs Steuerdistrikte im Gasteinertal, neben Böckstein, Dorf, Hundsdorf, Markt Hof (= Bad Hofgastein) und Wildbad. In Breitenberg wurden 1908 das Unterbrandebengut und 1910 das Klettebengut durch Brände zerstört. Schwerer Hagel vernichtete 1928 fast die gesamte Ernte.

## Kultur und Sehenswürdigkeiten
Das Aufnahmsgebäude des Bahnhofs Bad Hofgastein in Breitenberg steht unter Denkmalschutz. Oberhalb des Bahnhofs befinden sich vergleichsweise viele alte Gehöfte, darunter der Gastacher und der Ruppinger.
Die kleine Kampbergkapelle am der Streusiedlung gegenüberliegenden Ufer der Gasteiner Ache ist ein schlichter Bau über einem rechteckigen Grundriss. Der kleine Säulenaltar im Inneren ist mit den Jahreszahlen 1639 und 1714 bezeichnet. Das barocke Altarblatt zeigt die Kreuzigung und die Heiligen Maria Magdalena und Johannes. Zwei barocke Statuetten stellen die Heiligen Martin und Nikolaus dar.
Der Breitenberger Pass ist eine der zahlreichen Krampus-Gruppen („Passen“) des Gasteinertals. Ihn gab es zunächst bis 1964, dann wurde er 1968 neu gegründet. Weitere in Breitenberg aktive Krampus-Gruppen sind der 1988 gegründete Breitenberger-Schürzenjäger-Pass, der 2002 gegründete Scheudarach-Pass und der 2010 gegründete Weiss-Stoa-Pass.

## Infrastruktur
Durch Breitenberg verläuft die Strecke der Tauernbahn. Die Siedlung ist über den Bahnhof Bad Hofgastein und mehrere Bushaltestellen an den öffentlichen Verkehr angeschlossen. Der Fernwanderweg Zentralalpenweg und die schwere Mountainbikestrecke Biberalm-Wiedneralm führen durch den Ort.